# Terje Aasland

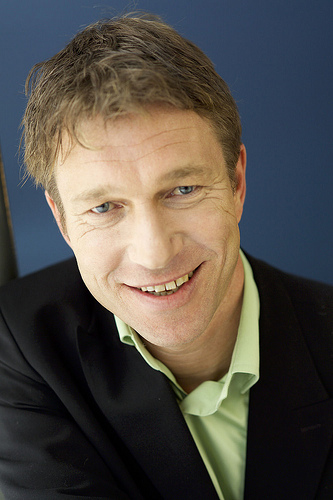
Terje Lien Aasland

Terje Lien Aasland, född 15 februari 1965 i Skien, är en norsk politiker för Arbeiderpartiet. Han valdes in i Stortinget för Telemark fylke 2005. Sedan den 7 mars 2022 är han Norges olje- och energiminister.
1995–2003 var han medlem av kommunstyrelsen i Skiens kommun.